# Most Przemysła I w Poznaniu

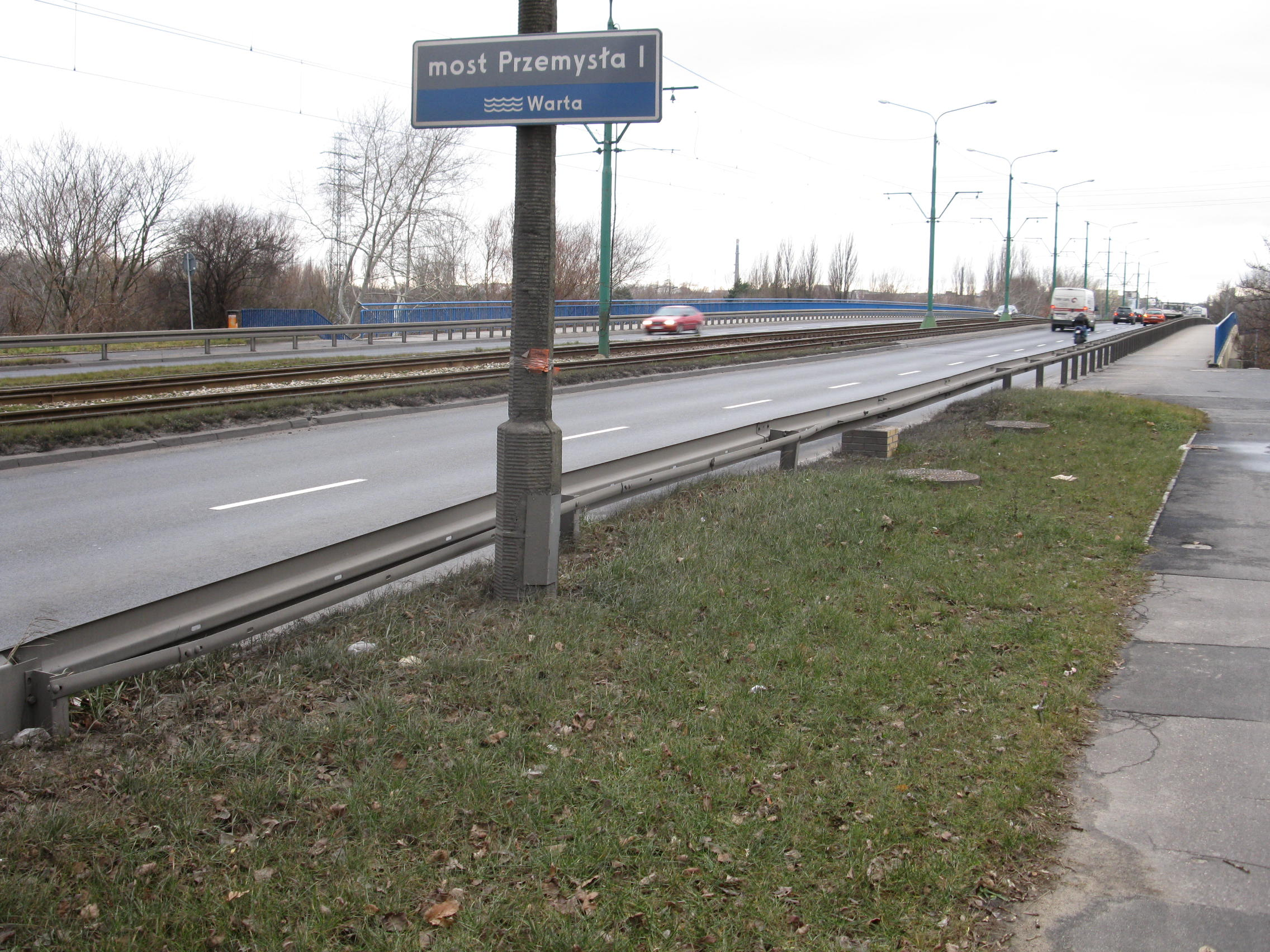
Dojazd do mostu od strony Wildy

Most Przemysła I w Poznaniu – most drogowy na rzece Warcie, w granicach administracyjnych miasta Poznania, otwarty 30 czerwca 1973. Projekt mostu powstał w Gdańskim Biurze Projektów Budownictwa Komunalnego, a głównym projektantem był mgr inż. Maksymilian Wolff. Most bywa błędnie nazywany mostem Przemysława I.

## Położenie i budowa

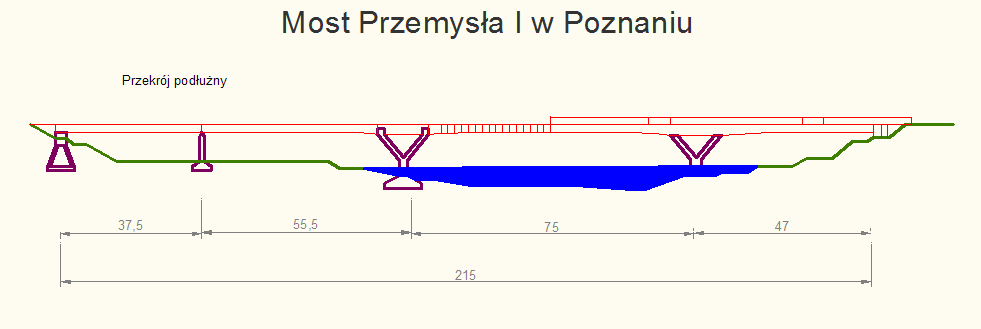
Most Przemysła I. Rzut z boku

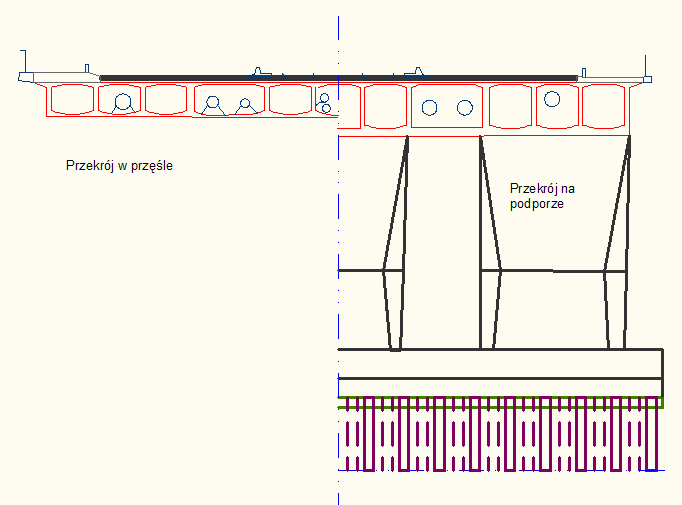
Most Przemysła I. Przekrój w przęśle i na podporze

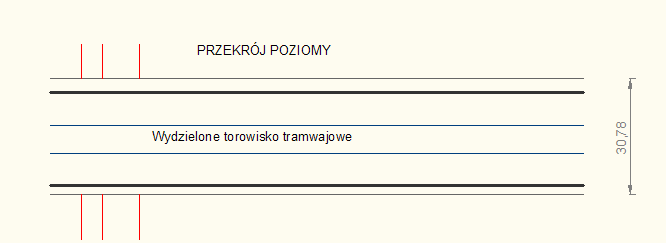
Most Przemysła I. Rzut z góry

Jest położony pomiędzy mostem Dębińskim (kolejowym), a mostem Królowej Jadwigi, w ciągu ul. Hetmańskiej, a zarazem II ramy komunikacyjnej Poznania. Przed otwarciem Wschodniej Obwodnicy Poznania (czerwiec 2012) przez most biegła także droga krajowa nr 5 oraz trasa europejska E261. Do grudnia 2014 obiekt leżał w ciągu drogi krajowej nr 11. Konstrukcja łączy lewobrzeżną dzielnicę/osiedle Wilda z prawobrzeżnym osiedlem Rataje. 
Most ma 215 metrów długości i 30,78 metrów szerokości. Znajdują się na nim:
- chodnik o szerokości 3 m po stronie północnej,
- droga pieszo-rowerowa po stronie południowej o szerokości 3 m,
- 2 jezdnie po 7 metrów każda (2 pasy w każdym kierunku),
- wydzielone torowisko tramwajowe o szerokości 9 metrów.

## Patron
Patronem mostu jest Przemysł I – książę wielkopolski.

## Przyroda
W pobliżu mostu natrafiono w pierwszych latach XXI wieku na ślady bytowania rzadkich dla rejonu Poznania ważek z gatunku gadziogłówka żółtonoga (rodzina gadziogłówkowate), związanych z wielkimi rzekami.